# Victor Bak
Victor Bak Jensen (* 3. Oktober 2003 in Østerild) ist ein dänischer Fußballspieler.
Er spielt auf der Position des linken Außenverteidigers und steht in seinem dänischen Herkunftsland beim FC Midtjylland unter Vertrag. Zudem ist Bak auch Nachwuchsnationalspieler Dänemarks.

## Laufbahn als Fußballspieler

### Verein
Victor Bak spielte bei IF Nordthy, bevor er als U13-Spieler in die Akademie des FC Midtjylland wechselte. Am 22. Mai 2022 gab er im Alter von 18 Jahren beim 3:2-Sieg gegen Randers FC sein Profidebüt in der Superliga. Es war Bak's einziger Saisoneinsatz, da es der letzte Spieltag war. Ende August 2022 wechselte er auf Leihbasis bis zum Jahresende zu Hobro IK, einem Zweitligisten. Auf Anhieb war Victor Bak Stammspieler und wurde dabei als linker Außenverteidiger oder als linker Mittelfeldspieler eingesetzt. Am 14. Oktober 2022 schoss er beim 3:0-Sieg gegen Vejle BK sein erstes und einziges Tor für diesen Verein. Der Leihvertrag lief aus und Bak musste zum FC Midtjylland zurückkehren. Dort kam er zu seinen Einsätzen, aber er konnte sich nie als Stammspieler etablieren. Der FC Midtjylland musste in die Abstiegsrunde, konnte sich aber für das Entscheidungsspiel um die Teilnahme am internationalen Wettbewerb qualifizieren. Dort gewann der Verein mit 1:0 gegen Viborg FF und qualifizierte sich somit für die UEFA Europa Conference League. 
Im August 2023 verlieh der FCM Victor Bak ein zweites Mal, nun nach Portugal zum Zweitligisten CD Mafra. Es dauerte nicht lange, da war er auch hier schnell Stammspieler und wurde hierbei zumeist als Innenverteidiger eingesetzt. Der Leihvertrag wurde im Januar 2024 aufgelöst, so dass Bak wieder nach Dänemark zurückkehrte. Auch hier galt: Er war zu seinen Einsätzen gekommen, aber gehörte nicht zur Stammelf. Der FC Midtjylland wurde zum Saisonende dänischer Meister.

### Nationalmannschaft
Victor Bak ist dänischer Nachwuchsnationalspieler und vertrat die Skandinavier bisher in den Altersklassen U17 und U21.